# Amakusaichthys goshouraensis
Amakusaichthys goshouraensis è un pesce osseo estinto, appartenente agli ittiodettiformi. Visse nel Cretaceo superiore (Santoniano, circa 86 - 84 milioni di anni fa) e i suoi resti fossili sono stati ritrovati in Giappone.

## Descrizione
Questo pesce aveva un corpo slanciato ma potente, con una grande pinna caudale profondamente biforcuta e dai lobi molto allungati; la pinna dorsale era allungata, posta all'indietro lungo il corpo e pressoché opposta a una pinna anale dalla forma simile. Le pinne pettorali erano allungate, mentre le pinne ventrali erano piccole e posizionate all'incirca a metà del corpo. Amakusaichthys si differenziava dagli altri ittiodettiformi principalmente per la forma del cranio basso e dotato di un muso allungato terminante in una bocca di piccole dimensioni e per la presenza di piccoli denti conici molto sottili.

## Classificazione
Amakusaichthtys goshouraensis venne descritto per la prima volta nel 2019, sulla base di resti fossili ritrovati nella formazione Hinoshima nei pressi di Goshoura (Kunamoto sull'isola di Kyūshū, Giappone). I fossili indicano che Amakusaichthys era un membro piuttosto specializzato degli ittiodettiformi, un gruppo di pesci teleostei arcaici imparentati con gli Osteoglossiformes; in particolare, sembra che Amakusaichthys fosse strettamente imparentato com Heckelichthys, un altro ittiodettiforme che abitava il Nord Atlantico e le regioni occidentali della Tetide.

## Paleobiologia
Amakusaichthys doveva essere un veloce nuotatore, ma al contrario della maggior parte degli altri ittiodettiformi non doveva essere un predatore di grosse prede: i piccoli denti conici, il muso allungato e la bocca piccola indicano che le sue prede dovevano essere animali di piccole dimensioni.